# Open de Lyon 2011
Het Open de Lyon van 2011 werd van op de Le Golf du Gouverneur gespeeld van 6 tot 9 oktober.
Het Lyon Open is het laatste toernooi van de Europese Challenge Tour in Frankrijk. Hierna volgt nog het Roma Open 2011, en dan komt de Grand Finale. Het is dus bijna de laatste mogelijkheid voor spelers om hun positie op de positie op de Order of Marit (OoM) te verbeteren en zich te kwalificeren voor de Europese PGA Tour van 2012. De top-20 krijgen een volle tourkaart. Jurrian van der Vaart is de beste Nederlander, hij staat op nummer 91. Dat is kansloos om bij de beste 20 te komen, hij speelt dus deze week Stage 1 van de Tourschool 2011. Pierre Relecom is de beste Belg, hij staat nummer 101. Hij heeft Stage 1 al gespeeld en heeft zich niet gekwalificeerd voor Stage 2. Wil Besseling (OoM102) en Richard Kind (OoM157) hebben zich al voor Stage 2 gekwalificeerd en spelen deze week in het Lyon Open.

## Verslag
De par van de baan is 71.
Pierre Relecom heeft een goede eerste ronde gespeeld. Met -5 staat hij op de 4de plaats. Amateur Jonathan Armstrong kwam met -4 op de 12de plaats en de Nederlanders Wil Besseling en Richard Kind delen de 20ste plaats. staat met -3 op de 12de plaats.
Bij ronde 2 werd Julien Quesne clubhouse leader met een totaalscore van -9, terwijl Craig Lee op -8 stond en nog maar zes holes had gespeeld. Hij verloor nog een slag, terwijl Federico Colombo en de Franse amateur Gary Stal op -8 eindigden. De twee Nederlanders staan op de 32ste plaats, Relecom deelt de 7de plaats met zeven andere spelers.
Ronde 3 benutte Quesne om zijn voorsprong te verruimen. Pierre Relecom klom naar de tweede plaats die hij deelt met Craig Lee. Beide Nederlanders zijn ruim twintig plaatsen gezakt.
In ronde 4 ging de strijd vooral om de tweede plaats want Quesne maakte weer een goede ronde. Hoewel hij eindigde met een bogey won hij het toernooi. Pierre Relecom liep de 18de hole op met een slag voorsprong op Lorenzo-Vera, hij maakte par en werd 2de. Michael Lorenzo-Vera en Mikael Lundberg maakten een ronde van 64, gelijk aan het toernooirecord, en stegen naar de 3de en 4de plaats.

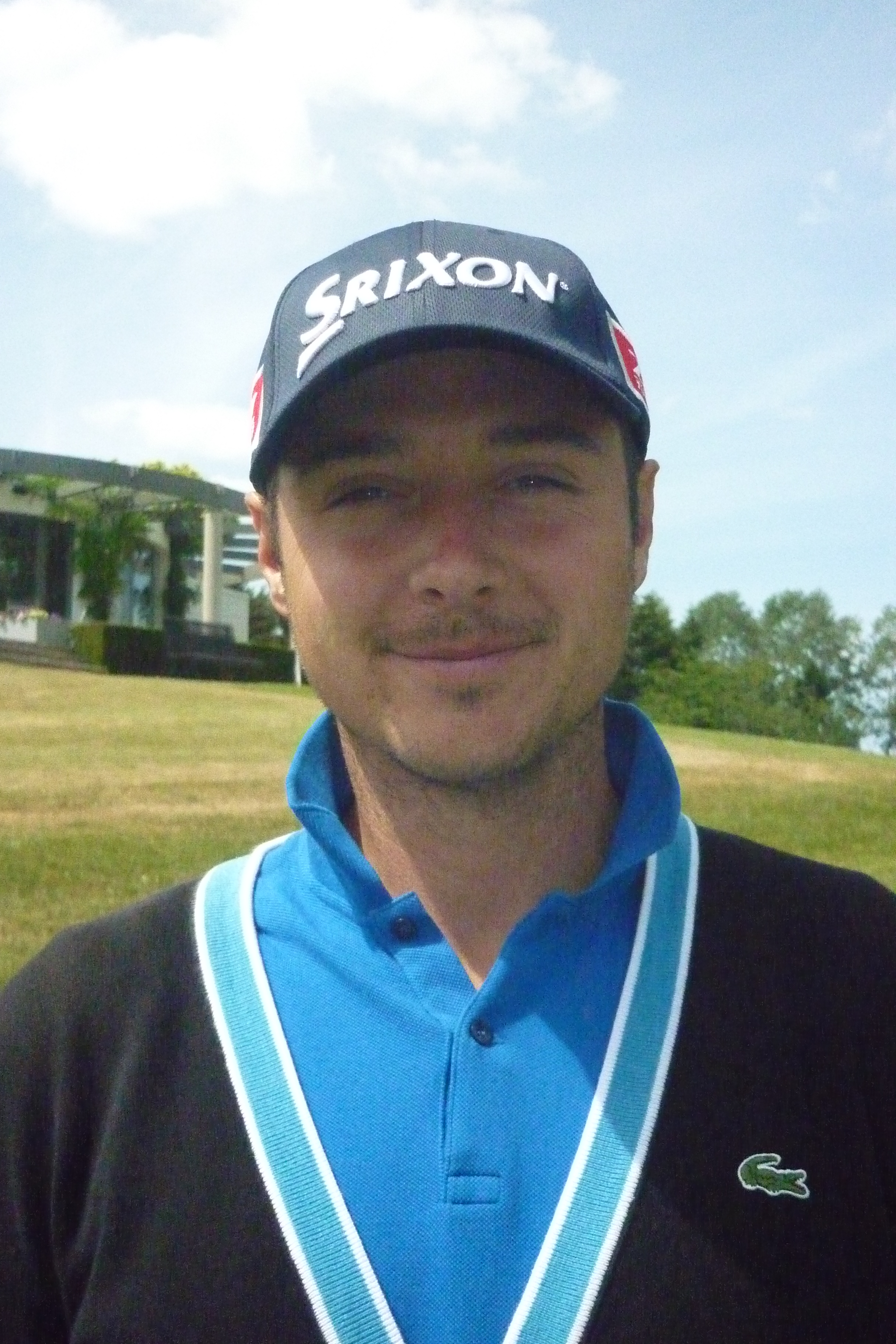
Julien Quesne, leider ronde 2 en 3

| Naam                    | R1 | Score | Nr  | R2 | Score | Totaal | Nr  | R3 | Score | Totaal | Nr  | R4 | Score | Totaal | Nr  |
| ----------------------- | -- | ----- | --- | -- | ----- | ------ | --- | -- | ----- | ------ | --- | -- | ----- | ------ | --- |
| Julien Quesne           | 66 | -5    | T4  | 67 | -4    | -9     | 1   | 67 | -4    | -13    | 1   | 68 | -3    | -16    | 1   |
| Pierre Relecom          | 66 | -5    | T4  | 70 | -1    | -6     | T7  | 68 | -3    | -9     | T2  | 66 | -5    | -14    | 2   |
| Craig Lee               | 64 | -7    | 1   | 71 | par   | -7     | T4  | 69 | -2    | -9     | T2  | 69 | -2    | -11    | T5  |
| Federico Colombo        | 67 | -4    | T12 | 67 | -4    | -8     | T2  | 71 | par   | -8     | T5  | 69 | -2    | -10    | 8   |
| Gary Stal (AM)          | 69 | -2    | T35 | 65 | -6    | -8     | T2  | 73 | +2    | -6     | T9  | 69 | -2    | -8     | T15 |
| Daniel Brooks           | 65 | -6    | T2  | 73 | +2    | -4     | T21 | 71 | par   | -4     | T21 | 67 | -4    | -8     | T15 |
| Branden Grace           | 65 | -6    | T2  | 73 | +2    | -4     | T21 | 72 | +1    | -3     | T31 | 67 | -4    | -7     | 18  |
| Wil Besseling           | 68 | -3    | T20 | 71 | par   | -3     | T32 | 74 | +3    | par    | T55 | 70 | -1    | -1     | T46 |
| Richard Kind            | 68 | -3    | T20 | 71 | par   | -3     | T32 | 75 | +4    | +1     | T59 | 72 | +1    | +2     | 66  |
| Jonathan Armstrong (AM) | 67 | -4    | T12 | 77 | +6    | +2     | MC  |    |       |        |     |    |       |        |     |

| Leider |  | Toernooirecord |  | MC = missed cut = cut gemist |

- Leaderboard